# کروژ
شهر کروژ  در ایالت ژنو در کشور سوئیس واقع شده‌است که ۱۸٬۱۰۰ نفر جمعیت دارد.